# Komódi László
Komódi László (1970. október 7. –) labdarúgó, középpályás.

## Sikerei, díjai
- Magyar bajnokság
  - bajnok: 1990–91, 1999–00
  - 2.: 1989–90, 1995–96
  - 3.: 1991–92, 2000–01
- Magyar kupa
  - döntős: 1996